# Chino (California)
Chino es una ciudad en el Condado de San Bernardino, California, Estados Unidos. Su población era de 67.168 habitantes según el censo de 2000. 
Chino y sus aledaños han sido durante mucho tiempo un centro agrícola y ganadero, atendiendo la importante demanda de productos lácteos del sur de California y gran parte del sudoeste de los Estados Unidos. La rica historia agrícola de Chino se remonta a la concesión de las tierras españolas que formaban el Rancho Santa Ana del Chino. El área está especializada en huertas, cultivos longitudinales y productos lácteos. En el núcleo urbano se encuentran la Biblioteca del Condado de San Bernardino y el Chaffey Community College, el Teatro de la comunidad de Chino, el Club de Boxeo de Chino y un mercado de granjeros semanal. En 2008, la ciudad fue galardonada con el prestigioso premio «100 Mejores Comunidades para la Juventud» por segunda vez en tres años. Chino albergó la competición de tiro olímpico durante los Juegos Olímpicos de Los Ángeles 1984 en el Prado Olympic Shooting Park. Dos prisiones para adultos del estado de California (la California Institution for Men y la California Institution for Women), así como el centro correccional Heman G. Stark, se encuentran dentro de los límites de la ciudad.
A partir de la década de 1970, se convirtió en un pequeño suburbio, formando el ala occidental de la región del Inland Empire, y el desarrollo de la ciudad fue adquiriendo un carácter de clase media. Existen algunas zonas industriales, así como granjas de cría de cabras y pollos. De acuerdo con el Informe del Crimen del FBI de 2004, la ciudad sufría alrededor de 3,6 crímenes violentos por cada 1.000 habitantes, las cifras habituales de un suburbio estadounidense, y su porcentaje de delitos contra la propiedad era inferior a la media del país.

## Origen del nombre
A pesar de la creencia popular de que el nombre Chino se refiere a los inmigrantes chinos que llegaron a California en el siglo XIX (debido al significado original de la palabra en español), el origen del nombre de la ciudad es diferente. El territorio sobre el que fue fundada la ciudad originalmente se llamaba Santa Ana del Chino. El término chino en este contexto es un término coloquial utilizado en América para referirse a personas de mezcla europea y amerindia, probablemente refiriéndose a la población atendida por la misión local en la época colonial española.

## Descripción
Chino se encuentra en el extremo occidental del área Riverside-San Bernardino, y es de fácil acceso desde las autopistas California 71 y California 60.
Chino está delimitada por las Chino Hills (Colinas de Chino) por el oeste, el límite del Condado de San Bernardino por el norte, Ontario al noreste, el límite del condado al sureste, y el límite del Condado de Riverside al sur. En 2007, la población de Chino alcanzó los 82.830 habitantes.

## Geografía

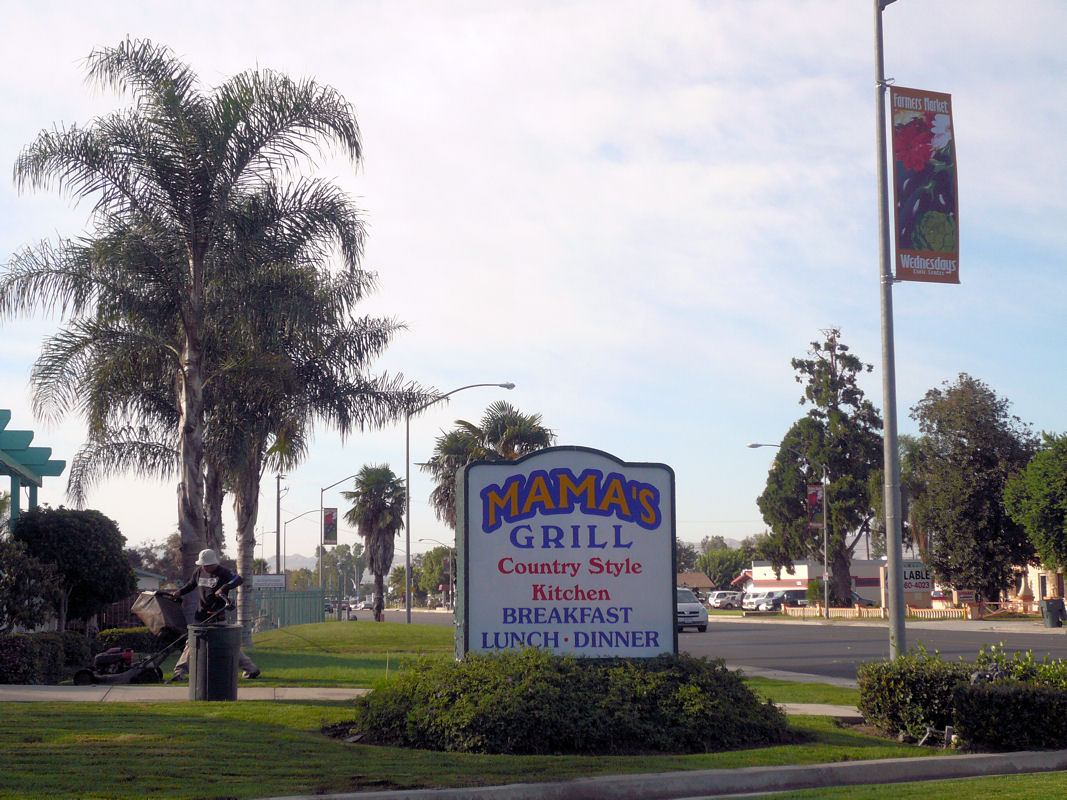
Una calle típica de la ciudad de Chino, en una imagen de 2006.

Chino se encuentra en las coordenadas 34°1′4″N 117°41′24″O / 34.01778, -117.69000. Según la Oficina del Censo de los Estados Unidos, la ciudad tiene un área total de 54,5 km². 
Distancias
- Los Ángeles: 35 millas (56,3 km)
- San Bernardino: 33 millas (53,1 km)
- Riverside: 26 millas (41,8 km)
- Santa Ana: 30 millas (48,3 km)
- Anaheim: 24 millas (38,6 km)

## Demografía
- 1910 = 1.444
- 1920 = 2.132
- 1930 = 3.118
- 1940 = 4.204
- 1950 = 5.784
- 1960 = 10.305
- 1970 = 20.411
- 1980 = 40.165
- 1990 = 59.682
- 2000 = 67.168
- estimación 2007 = 82.830

En el censo de 2000, había 67.168 personas, 17.304 hogares y 14.102 familias que residían en la ciudad. La densidad de población era de 1.232 hab./km ². Había 17.898 viviendas, con una densidad media de 328,3/km². La composición racial de la ciudad era: 55,70% blancos, 7,82% afroestadounidenses, 0,93% amerindios, 4,92% asiáticos, 0,21% procedentes de las islas del Pacífico, 25,56% de otras razas, y 4,86% de dos o más razas. Los hispanos de cualquier procedencia eran el 47,39% de la población. 
Había 17.304 hogares, de los cuales el 47,3% tenían hijos menores de 18 años, el 62,5% eran matrimonios, el 12,9% mujeres sin marido, y el 18,5% no pertenecientes a familias. El 14,1% de los hogares estaban compuestos de un solo individuo y el 5,2% tenían a alguna persona anciana de 65 años de edad o más.
En la ciudad la población está distribuida así: 28,5% menores de 18 años, 12,3% de 18 a 24, el 34,2% de 25 a 44, el 19,2% de 45 a 64, y el 5,9% eran mayores de 65 años de edad o más. La edad media era de 31 años. Por cada 100 mujeres había 124,3 hombres. Por cada 100 mujeres mayores de 18 años, había 133,1 varones. 
El ingreso medio por hogar en la ciudad era de 55.401 $, y la renta mediana para una familia era de 59.638 dólares. Los hombres tenían un ingreso promedio de $ 35.855 frente a 30.267 dólares para las mujeres. La renta per cápita en la ciudad era de 17.574 dólares. Aproximadamente el 6,3% de las familias y el 8,3% de la población estaban por debajo del umbral de la pobreza, incluyendo un 10,0% de menores de 18 años de edad y un 8,5% de mayores de 65 años.

## Gobierno
Prisiones del Departamento de Correcciones y Rehabilitación de California (CDCR):
- Instituto para Hombres de California
- Instituto para Mujeres de California

## Educación
El Distrito Escolar Unificado del Valle de Chino gestiona escuelas públicas.